# 鉄道駅バリアフリー料金制度
鉄道駅バリアフリー料金制度（てつどうえきバリアフリーりょうきんせいど）は、都市部において利用者の薄く広い負担を得て、鉄道駅のバリアフリー化を進めることを目的として設けられた日本の鉄道料金制度である。2021年（令和3年）12月28日に鉄道事業法施行規則および軌道法施行規則を改正して創設された。

## 概要
鉄道の乗車料金は従来、運送にかかる対価である運賃と、特急などのサービスにかかる対価である料金に区別されてきた。これに対し、本制度の料金は駅のバリアフリー化（エレベーター・ホームドアなどの整備・更新）に使途を限定して、運賃に上乗せされるものである。鉄道事業法施行規則では「利用者の円滑な移動及び施設の利用のために設けられる設備による安全かつ円滑な運送の確保に係る料金」として定められており、軌道法施行規則でも同様に定められている。
対象となる都市部は主に東京・大阪・名古屋の三大都市圏で、普通乗車券1乗車あたり10円以下の上乗せが見込まれている。国土交通省の通達では、通学定期料金については免除するなど家計負担への配慮を行うよう求めている。
本制度を鉄道事業者が利用する際は、徴収する額や範囲、バリアフリー設備の整備計画などを国土交通大臣に届け出る必要がある。また、整備計画について前年度の進捗状況等を毎年公表することが求められる。
2023年春以降、実際に本制度によって運賃を上乗せする事業者が出てきている。そして、本制度を導入したものの、バリアフリー整備（あるいは三大都市圏内に）に限らない各種整備等を目的として、正規運賃を改定することが決まり、その改定額に内包する形で本制度を廃止する（予定の）事業者も出てきている。

## 適用事業者
以下の17事業者が本料金の適用を届け出ている。特記なければ普通乗車券と通勤定期のみに鉄道駅バリアフリー料金を加算、小児半額、通学定期は不加算。
| 事業者名                          | 適用範囲 | 適用開始日    | 備考 |
| --------------------------------- | --- | ------------- | --- |
| 京成電鉄                          | 成田空港線・松戸線を除く各線 | 2024年3月16日 | |
| 東日本旅客鉄道（JR東日本）        | 東京の電車特定区間 | 2023年3月18日 | 2026年3月に適用終了予定。 |
| 東武鉄道                          | 全線 | 2023年3月18日 | |
| 西武鉄道                          | 全線 | 2023年3月18日 | 2026年3月に適用終了予定。 |
| 小田急電鉄                        | 全線 | 2023年3月18日 | 小児IC運賃は適用外。 |
| 相模鉄道                          | 全線 | 2023年3月18日 | |
| 東京地下鉄（東京メトロ）          | 全線 | 2023年3月18日 | 南北線と施設を共有している都営三田線内の特定区間（目黒 - 白金高輪間）を含む。 |
| 横浜高速鉄道                      | みなとみらい線 | 2023年3月18日 | |
| 東海旅客鉄道（JR東海）            | 東海道新幹線 : 東京 - 品川間 | 2023年3月18日 | 定期券は東京 - 新横浜間に適用。 |
| 東海旅客鉄道（JR東海）            | 東海道新幹線 : 豊橋 - 岐阜羽島間 東海道本線 : 豊橋 - 大垣間 中央本線 : 名古屋 - 多治見間 関西本線 : 名古屋 - 四日市間 武豊線 : 全線全駅 | 2024年4月1日  | 一部の区間では適用区間外の駅よりも適用区間内の手前の駅のほうが運賃が高額になるため、当該区間に特定区間運賃を設定。 |
| 東海旅客鉄道（JR東海）            | 東海道新幹線 : 京都 - 新大阪間 | 2023年4月1日  | |
| 西日本旅客鉄道（JR西日本）        | 大阪の電車特定区間 | 2023年4月1日  | 2025年4月1日より、以下の範囲を電車特定区間に追加して適用を拡大。 山陽新幹線 : 西明石 - 姫路間 東海道本線（琵琶湖線） : 野洲 - 京都間 山陽本線（JR神戸線） : 西明石 - 網干間 湖西線 : 堅田 - 山科間 山陰本線（嵯峨野線） : 京都 - 亀岡間 奈良線 : 京都 - 城陽間 福知山線（JR宝塚線） : 尼崎 - 新三田間 片町線（学研都市線） : 長尾 - 松井山手間 関西空港線 : 全線全駅 |
| 大阪市高速電気軌道（Osaka Metro） | 全線 | 2023年4月1日  | |
| 阪急電鉄                          | 全線 | 2023年4月1日  | 神戸高速線は2025年1月19日より適用。 |
| 阪神電気鉄道                      | 全線 | 2023年4月1日  | 神戸高速線は2025年1月19日より適用。 |
| 神戸電鉄                          | 神戸高速線 | 2025年1月19日 | |
| 山陽電気鉄道                      | 全線 | 2023年4月1日  | |
| 京阪電気鉄道                      | 京阪線 | 2023年4月1日  | 2025年10月1日に適用終了予定。 |
| 西日本鉄道                        | 全線 | 2023年3月27日 | |

### 適用廃止
| 事業者名 | 適用範囲                 | 適用開始日   | 適用終了日    | 備考                           |
| -------- | ------------------------ | ------------ | ------------- | ------------------------------ |
| 神戸電鉄 | 全線（神戸高速線を除く） | 2023年4月1日 | 2025年1月19日 | 運賃改定の実施に伴い適用終了。 |